# Периостит
Периостит — воспаление надкостницы; применительно к челюсти периостит часто называют флюсом, который выражается в опухании десны, сопровождающемся сильной болью при перкуссии.

## Этиология
Из-за воспалительных заболеваний зубов, таких как периодонтит и пульпит, может возникнуть периостит челюсти. Реже заболевание возникает после открытых челюстных переломов и ран мягких тканей. Также воспаление надкостницы может проявиться в результате попадания инфекции через кровеносную и лимфатическую системы от инфицированных органов.
Заболевание начинается с небольшого опухания десны. Позже отёчность увеличивается, и вместе с ней увеличивается и боль. Через день-два образовывается абсцесс, который является причиной отёка щеки и губ. Если заболевание протекает в верхней челюсти — отёчность наблюдается на подглазничной области, если периостит в нижней челюсти, то отекает подчелюстная область. Температура при этом поднимается (примерно до 38 °C), а боль распространяется в ухо, глаз, височную область.
Иногда во время заболевания может появиться свищевой ход, через который гной будет выходить наружу. Опасность такого развития периостита в том, что воспалительный процесс стихает, но увеличивается вероятность развития хронической формы заболевания. Если инфекцию не остановить, она может распространиться на соседние ткани и вызвать осложнения в виде остеомиелита и гнойников.

## Лечение
Лечат периостит двумя методами: консервативным и оперативным. Применение того или иного вида лечения зависит от степени тяжести заболевания и от процесса его протекания. При воспалительных процессах больше подходит оперативное вмешательство — врач проводит разрез длиной в области  причинного зуба и двух соседних, таким образом, давая отток экссудату, проводит антисептическую обработку гнойного очага и устанавливает дренаж для полноценного выведения гнойного экссудата. Обязательно назначаются антибиотики на 5-7 дней (Амоксиклав, Ципролет-А; детям — Флемоксин Солютаб; беременным — например, джозамицин (группы макролидов). После этого пациент назначается на перевязку, в которой проводится замена дренажа. Если  периостит является одонтогенным, то зуб рекомендуется удалить, чтобы исключить рецидив процесса.
При консервативном лечении применяют лекарственные средства из группы нестероидных противовоспалительных препаратов, например лорноксикам. Показано, что лечение с применением лорноксикама ускоряет регресс воспаления и наступление стадии восстановления. Наибольшая эффективность этого препарата отмечена в группе больных пожилого и старческого возраста.

## Классификация
Различают следующие разновидности периостита:
- Простой
- Фиброзный
- Гнойный
- Серозный альбуминозный
- Оссифицирующий

## Хронический периостит
Если периостит только развивается или уже перешёл в хроническую форму, то проводят эндодонтическое лечение у стоматолога-терапевта. При безуспешном лечении зуб удаляется. При появлении симптомов (отёк, воспаление, гнойное отделяемое, боль при накусывании на зуб) необходимо сразу же обратиться к врачу-стоматологу, так как могут возникнуть более серьёзные осложнения от развития абсцесса и флегмоны, вплоть до заражения крови.